# Rainsville (Alabama)
 Rainsville és una població dels Estats Units a l'estat d'Alabama. Segons el cens del 2000 tenia 4.499 habitants.

## Demografia
Segons el cens del 2000, Rainsville tenia 4.499 habitants, 1.880 habitatges, i 1.336 famílies La densitat de població era de 87,5 habitants/km².
Dels 1.880 habitatges en un 31,4% hi vivien nens de menys de 18 anys, en un 58% hi vivien parelles casades, en un 10,5% dones solteres, i en un 28,9% no eren unitats familiars. En el 26,9% dels habitatges hi vivien persones soles el 13,6% de les quals corresponia a persones de 65 anys o més que vivien soles. El nombre mitjà de persones vivint en cada habitatge era de 2,39 i el nombre mitjà de persones que vivien en cada família era de 2,9.
Per edats la població es repartia de la següent manera: un 23,6% tenia menys de 18 anys, un 7,8% entre 18 i 24, un 28,1% entre 25 i 44, un 25% de 45 a 60 i un 15,5% 65 anys o més.
L'edat mediana era de 38 anys. Per cada 100 dones hi havia 89 homes. Per cada 100 dones de 18 o més anys hi havia 83,6 homes.
La renda mediana per habitatge era de 29.505 $ i la renda mediana per família de 37.426 $. Els homes tenien una renda mediana de 31.776 $ mentre que les dones 19.618 $. La renda per capita de la població era de 14.806 $. Aproximadament l'11,9% de les famílies i el 14,4% de la població estaven per davall del llindar de pobresa.

## Poblacions properes
El següent diagrama mostra les poblacions més properes.